# 米玛·扎沃利
米玛·扎沃利（義大利語：Mimma Zavoli；1963年2月13日—）是一位聖馬利諾的政治家，於2017年4月至2017年10月與凡妮莎·德安布羅西奧同時擔任執政官。
她於2012年當選為大議會成員，並被任命為內務委員會主席和司法事務委員會成員，以及十二理事會和各國議會聯盟全國小組。2017年3月，她贏得了執政官的選舉，並於同年4月正式擔任執政官。